# 4304 Geichenko
4304 Geichenko este un asteroid din centura principală, descoperit pe 27 septembrie 1973 de Liudmila Cernîh.